# Defiance (jeu vidéo)
Pour les articles homonymes, voir Defiance.
Defiance est un jeu vidéo de tir à la troisième personne massivement multijoueur développé et édité par Trion Worlds, sorti en 2013 sur Windows, PlayStation 3 et Xbox 360. Il est adapté de la série du même nom. Tout d'abord payant, le jeu a adopté le modèle free-to-play le 4 juin 2014.
Les serveurs ont fermé le 29 avril 2021.

## Accueil
- Jeuxvideo.com : 12/20 (PC)[2] - 11/20 (PS3/X360)[3]